# شومونت-پورسین
شومونت-پورسین (به فرانسوی: Chaumont-Porcien) یک کمون (فرانسه) در فرانسه است که در canton of Chaumont-Porcien واقع شده‌است. شومونت-پورسین ۳۵٫۹۷ کیلومتر مربع مساحت دارد ۱۳۷ متر بالاتر از سطح دریا واقع شده‌است.